# Жак дьо Моле
Жак дьо Моле (на френски: Jacques de Molay) е 23-тият и последен велик магистър на Ордена на тамплиерите. Вероятно е най-известният тамплиер след неговия основател и пръв велик магистир Юг дьо Пайен.

## Ранен живот
Датата и мястото на раждане не са известни със сигурност. Според френския историк Ален Демургер, Жак дьо Моле е роден в графство Бургундия, вероятно в благородно семейство, между 1244 и 1249 г. Най-вероятното място на неговото раждане Демурже счита комуната Моле (сега във От Сон, Франция).
През 1265 г. той е ръкоположен за тамплиерите в присъствието на двама високопоставени служители на ордена – Амбер дьо Пейро, общ посетител на Англия и Франция, и Амори дьо Ла Рош, господар на Франция. От 1275 г. дьо Моле участва в походите на ордена в Светата земя. През 1292 г. е избран за велик майстор на ордена.

## Герб
Цветовете на неговия герб произхождат от герба на френските крале – златни лилии на син фон. Синият цвят е символ на Свети епископ Тур Мартин, покровител на Франция, живял през IV век. Според легендата Мартин срещнал просяк, отрязал с меч половината от синьото си наметало и му го дал. Дълго време франките имат знаме под формата на синьо знаме, подсилено с червен шнур на кръста. Злато – от стилизирано изображение на жълт ирис, което означава Божията майка през Средновековието. Златната ивица, така наречената „дясна прашка“, символизира особени заслуги. След присъединяването към ордена, изображенията на два кръста на тамплиерите, разположени по диагонал, са добавени към личния герб на Жак дьо Моле.

## На поста „Велик магистър“
През 1291 г., след падането на Акра, тамплиерите преместват централата си в Кипър. Така орденът напусна Светата земя, за закрилата на която е създаден.
Жак дьо Моле си поставя две важни задачи: първо, той трябва да реформира реда, и второ, да убеди папата и европейските монарси да оборудват нов кръстоносен поход в Светата земя. За да реши тези проблеми, дьо Моле два пъти посещава Европа: през 1293 – 1296 г. и през 1306 – 1307 г.
В същото време, в очакване на голям кръстоносен поход, Жак дьо Моле се опитва да си върне позициите, загубени от ордена в Светите земи. За тази цел през 1301 г. тамплиерите превземат остров Арвад (Ruad), разположен близо до сирийското крайбрежие. Те обаче не могат да го задържат и през 1302 г. Арвад е предаден на сарацините.
Провалите на ордена допринесят за нарастването на критиките срещу него. Още през 1274 г. за първи път възниква въпросът за обединението на двата водещи военни монашески ордена – Храма и Хоспиталиерите. През 1305 г. папа Климент V отново предлага обединяване на ордените. В писмото си до Климент дьо Моле критикува това предложение.
При второто си посещение в Европа дьо Моле научава за интригите на френския крал Филип IV срещу тамплиерите. Неограничената твърдост на Учителя може да е предопределила тъжния край на неговият отден. 13 октомври (петък) 1307 г. дьо Моле е арестуван в Храма – седалището на ордена в покрайнините на Париж. Три седмици по-късно Филип IV изпраща тайни инструкции на своите служители и след това започва масови арести на тамплиерите в цялата страна. Логичното продължение на клането е грандиозният многогодишен процес на ордена.

## На процеса и екзекуция
По време на процеса, след тежки изтезания, Моле няколко пъти променя показанията си. През октомври 1307 г. той признава, че има обичай да се отрича Христос и да се плюе върху кръста. Въпреки това, на Коледа същата година, пред папските комисари, майсторът се отказва от свидетелството си. През август 1308 г. в Шинон дьо Моле се връща към първоначалните си показания, а през 1309 г. всъщност отказва да защити ордена. Очевидно той се надява на аудиенция при папата, която така и не се състоя. На последното заседание през март 1314 г. дьо Моле се откавза от всичките си показания и заявява, че тамплиерите са невинни. Изгорен на клада на 18 март (според други източници, 11 март) 1314 г. в Париж като повторно изпаданал в ерес.

## Оценките на историците
Мари-Луиз Булст-Тиле вярва, че Жак дьо Моле е бил амбициозен човек, но не се е ползвал с доверието на своя предшественик и конвенцията на Ордена.
Малкълм Барбър смята, че решението за избирането на дьо Моле на поста капитан на Ордена е жалко. „Той се оказа в условия, които не разбираше ... Той никога не можеше да осъзнае, че заедно със своя ред той се превърна в анахронизъм в променящия се свят“, пише историкът.
Ален Демургер е по-верен на магистъра. Той вярва, че в никакъв случай не трябва да го смятат за тесногръд или глупав. Нещо повече, според историка е било трудно да се намери по-добър кандидат за поста майстор от дьо Моле. Той обаче не успява да реформира ордена. Съпротивата му срещу обединението с Ордена на Хоспиталиерите може да бъде една от предпоставките за разпускането на тамплиерите.

## Легенди
Има легенда за проклятието на дьо Моле. Според Жофруа от Париж, на 18 март 1314 г. Жак дьо Моле, изкачвайки се до огъня, извиква френския крал Филип IV, неговия съветник Гийом дьо Ногарет и папа Климент V на Божия съд. Вече обвит в облаци дим, тамплиерът обещва на краля, съветника и папата, че ще го надживеят за не повече от година:
| „ | Папа Климент! Крал Филип! Рицар Гийом дьо Ногарет! След по-малко от година ще ви призова на Божия съд! Проклинам те! Проклятие на твоя род до тринадесето поколение! ... | “ |

Климент V умира на 20 април 1314 г. , Филип IV на 29 ноември 1314 г. Досега съществуват различни версии за причините за смъртта им – от обикновени физически до окултни. Личността на Гийом дьо Ногарет се появява в тази легенда по погрешка, тъй като той умира година преди тези събития, през март 1313 г.
От тук се знае, че дьо Моле проклина всички последващи крале на Франция, а проклятието е спряло да действа едва след Френската революция и екзекуцията на Луи XVI.
Освен това има легенда, че преди смъртта си Жак дьо Моле основава първите масонски ложи, в които забраненият орден на тамплиерите трябва да остане под земята, макар и малко по-различен от съвременните им модели. Основната цел на масонството, породено от тамплиерите (според легендата), е отмъщението и унищожаването на християнската църква и монархия. Тази легенда се подкрепя активно от ложите на т. нар. Шотландски ритуал.

## Жак дьо Моле в изкуството

### Музикален театър
„Храм“ – рок опера за последния ден на последния майстор на Ордена на тамплиерите, Жак дьо Моле, музикален театър „Храм“ (2000).

### Жак дьо Моле в киното
- „Проклетите крале“ – Les Rois Maudits (Франция, 1972 г.) – мини-сериал от шест части, режисиран от Клод Барма, като Жак дьо Моле – Ксавие Депра.
- „Ловци за антики“ – Relic hunter (сезон 1, епизод 18) – англо-канадски фентъзи-приключенски телевизионен сериал.
- Проклетите Kings – Les Rois Maudits (Франция, Италия 2005) – пета част мини-сериал, реж Жозе Даян, като Жак дьо Моле – Жерар Депардийо.
- The Fall of the Order – Knightfal (САЩ, Чехия 2017) – драматичен телевизионен сериал, режисиран от Дейвид Петрарка, Дъглас Маккинън, Метин Хюсеин, като Жак де Моле – Робърт Пю (сезон 1) и Матю Марш (сезон 2).

### Компютърни игри
Жак дьо Моле е един от ключовите герои в пролога на компютърната игра „ Assassin's Creed Unity “ – от поредицата Assassin's Creed (2014). * По-нататък наричан в играта като Майстора в Лувъра: Последното проклятие (2000).